# Paulo Odone
Paulo Odone Chaves de Araújo Ribeiro ComMM (Porto Alegre, 12 de maio de 1942) é um advogado e político brasileiro filiado ao Cidadania. Pelo Rio Grande do Sul, foi presidente da Assembleia Legislativa, secretário extraordinário da Copa do Mundo no governo Crusius e deputado estadual durante cinco mandatos. Foi presidente do Grêmio Foot-Ball Porto Alegrense cinco vezes. Foi presidente do PPS gaúcho, e em 2015, assumiu a diretoria administrativa do Badesul.

## Carreira
Formado em Direito pela Universidade Federal do Rio Grande do Sul, montou uma banca de advocacia com dois amigos que depois seriam ministros nos mais altos tribunais do país: Luiz Carlos Madeira, no Tribunal Superior Eleitoral, e Teori Zavascki, no Supremo Tribunal Federal. Foi professor universitário, atuou no departamento jurídico e no gabinete da presidência do Banco Meridional e foi consultor da Federação das Indústrias do Rio Grande do Sul (Fiergs).
Em 1992, assumiu pela primeira vez um mandato na Assembleia Legislativa do Rio Grande do Sul. Foi reeleito em 1994 e em 1998. Em 1999, foi presidente da Assembleia, período em que criou o Fórum Democrático, instrumento pelo qual os gaúchos podiam votar nas prioridades que queriam incluir no orçamento do Estado. No mesmo ano, foi admitido pelo presidente Fernando Henrique Cardoso⁣ a ⁣Ordem do Mérito Militar no grau de Comendador. Em 2004, se elegeu vereador em Porto Alegre. Voltou à Assembleia em 2006, obtendo uma nova reeleição em 2010. De 2009 a 2010, foi secretário extraordinário da Copa do Mundo.

## Controvérsias
Ainda em 2010, Odone foi um dos 36 Deputados Estaduais do Rio Grande do Sul que votaram a favor do aumento de 73% nos próprios salários, fato esse que resultou em uma música crítica chamada "Gangue da Matriz" composta e interpretada pelo músico Tonho Crocco, que em sua letra menciona os nomes dos tais deputados (inclusive o de Odone). Giovani Cherini como presidente da Assembleia Legislativa do Rio Grande do Sul na ocasião entrou com uma representação contra o músico, alegando que a música era um crime contra a honra, além de ser "agressiva" e referir-se a criminosos que mataram o jovem Alex Thomas.
Na época, Adão Villaverde, sucessor na presidência da Assembleia Legislativa, expressou descontentamento discordando da decisão de Cherini, mas em agosto do mesmo ano o próprio Giovani Cherini ingressou com petição pedindo o arquivamento do processo alegando defender a liberdade de expressão. Também alegava não ser vítima no processo, pois como presidente do parlamento gaúcho na ocasião não podia votar.
Como consequência do ocorrido, Tonho recebeu apoio de uma loja que espalhou 20 outdoors pela capital Porto Alegre e também imenso apoio por redes sociais.

## Vida pessoal
Casado, com dois filhos e dois netos,[carece de fontes?] sua trajetória política e profissional se confunde com a história do Grêmio, clube do qual se tornou sócio ainda na juventude e do qual já foi presidente por cinco vezes (nos biênios 1987/1988, 1989/1990, 2005/2006, 2007/2008 e 2011/2012).
De 1987 a 1990, conquistou os quatro campeonatos gaúchos que disputou e também a Copa do Brasil de Futebol de 1989; e de 2005 a 2008, sendo um dos responsáveis pelo retorno do clube à primeira divisão do futebol nacional e também o título do Campeonato Brasileiro Série B de 2005, no jogo conhecido como Batalha dos Aflitos.
Uma de suas últimas realizações na presidência do clube foi a construção da Arena, erguida em parceria com a construtora OAS (atual Metha) na zona norte de Porto Alegre.